# بوم‌شناسی سیاسی

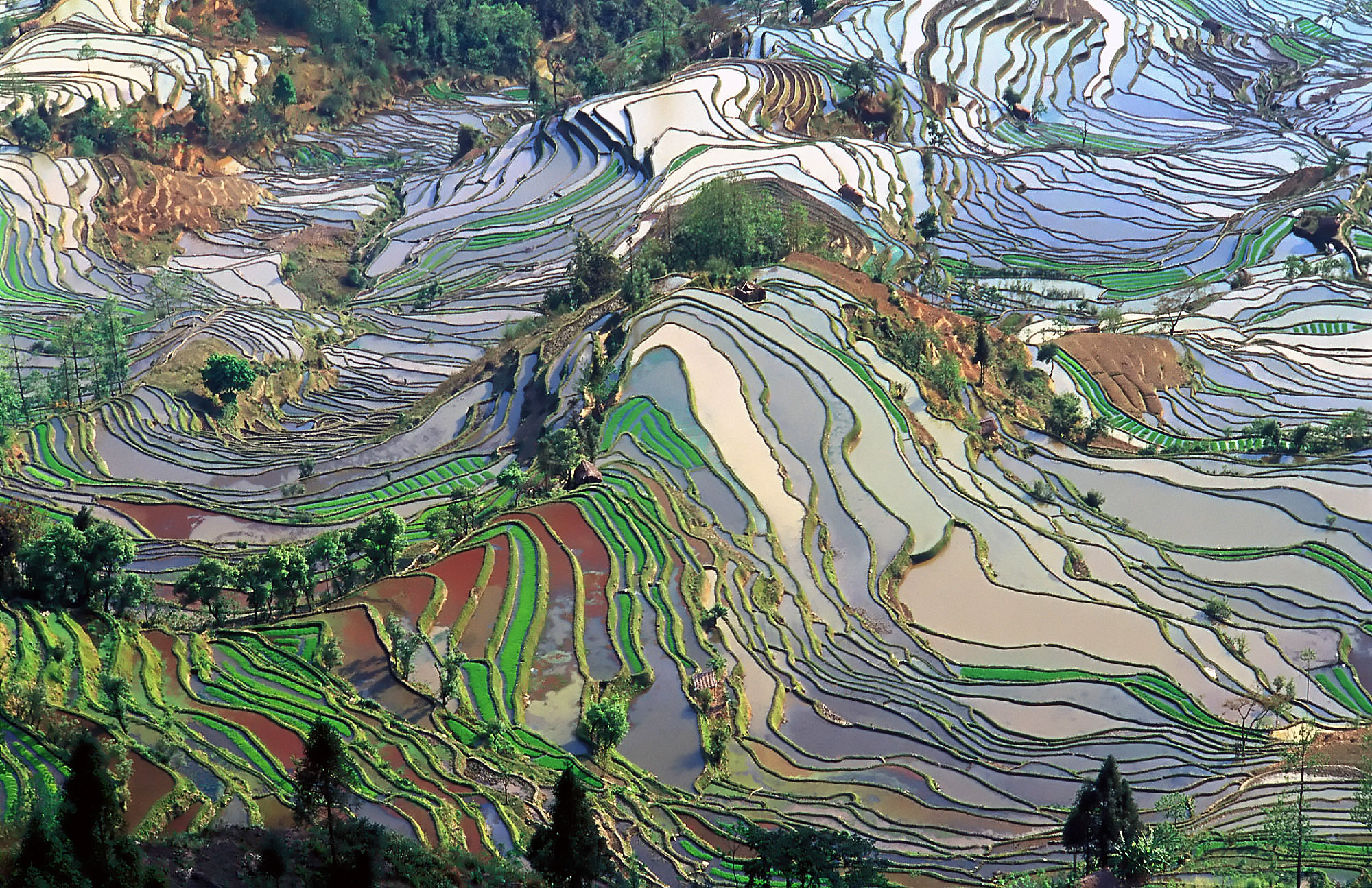
بوم‌شناسی سیاسی تعامل پیچیده بین اقتصاد، سیاست، فناوری، سنت اجتماعی و محیط زیستی را مطالعه می‌کند. این شالیزارهای پلکانی برنج در یون‌نان، چین، نشان می‌دهد که چگونه محیط توسط اقتصاد و جامعه شکل می‌گیرد و آن را شکل می‌دهد.

بوم‌شناسی سیاسی (به انگلیسی: Political ecology) مطالعه روابط بین عوامل سیاسی، اقتصادی و اجتماعی با مسائل و تغییرات محیطی است. بوم‌شناسی سیاسی با مطالعه زیست‌محیطی غیرسیاسی با سیاسی کردن مسائل و پدیده‌های زیست‌محیطی متفاوت است.
این رشته دانشگاهی مطالعه گسترده‌ای را ارائه می‌دهد که علوم اجتماعی بوم‌شناختی را با اقتصاد سیاسی در موضوعاتی مانند تخریب و به حاشیه راندن، تضاد محیطی، حفاظت و کنترل، و هویت‌های محیطی و جنبش‌های اجتماعی ادغام می‌کند.

## دیدگاه قدرت در بوم‌شناسی سیاسی
قدرت در محور بوم‌شناسی سیاسی قرار دارد. به گفته گرینبرگ و پارک، بوم‌شناسی سیاسی راهی برای ایجاد هم‌افزایی بین اقتصاد سیاسی است. این موضوع رابطه توزیع قدرت را با تحلیل بوم‌شناختی و فعالیت‌های اقتصادی در محدوده وسیع‌تری از روابط زیست‌محیطی همسو می‌کند.